# プリスティカンプスス
プリスティカンプスス（学名：Pristichampsus）は、フランスから化石が産出している、絶滅したワニ目の属。アメリカ合衆国とカザフスタンからも本属の可能性のある化石が産出している。本属のみでプリスティカンプスス科を構成しており、1831年と1853年に記載されたタイプ種 P. rollianti を含む。本属の分類学的な扱いは疑問視されており、また本属に分類されていた他の種はボヴェリスクスに再分類されている。

## 研究史
プリスティカンプススは、フランスの古第三系始新統ルテシアン階から産出した化石に基づき、クロコダイル属の種 C. rollianti として1831年にジョン・エドワード・グレイが記載した。1853年にポール・ジェルベーはこの種を独立属に分類し、新属新種 Pristichampsus rollianti を記載した。
本属には他の種も分類された。ドイツのルテシアン階から産出したボヴェリスクスとウェイゲルティスクス、北アメリカから産出したリムノサウルスがプリスティカンプススと同属とされ、それぞれの模式種が本属に再分類された。Langston (1975) では、リムノサウルスの記載が非標徴的な標本に基づいていることが指摘され、疑問名として扱われた。また、彼はワイオミング州やテキサス州西部から産出したルテシアン階の Crocodylus vorax をプリスティカンプスス属に細分類した。Efimov (1988) では、プリスティカンプスス属の2種が P. birjukovi と P. kuznetzovi が新たに命名された。後者はカザフスタン東部の中部始新統から産出した化石であった。Brochu (2013) によるプリスティカンプスス属の再評価に従うと、P. rollinati はあまり標徴的でない化石に基づいているため疑問名であり、ボヴェリスクスが有効な属として復活し、Weigeltisuchus geiseltalensis は B. magnifrons のシノニムと考えられた。また、Brochu (2013) では P. vorax がボヴェリスクスの第二の種とされた。Brochu (2013) によると、イタリアとテキサス州の中部始新統の化石はボヴェリスクスの他の種のものである可能性がある。

## 生物として
全長は約3メートルで、長い四肢を有し、活動的な生態だったと考えられている。足は鉤爪ではなく蹄があり、機動力が増していた。主食は初期の馬プロパレオテリウムなどの陸生哺乳類であり、獣脚類のような生活を送っていた。
歯はセベコスクス類や獣脚類（恐竜）のものに類似しており、薄い形状で鋸歯が並んでいた。小林快次によると、プリスティカンプススの歯は肉食恐竜のものとして誤って同定され、恐竜がK-Pg境界の後も生き延びていた証拠として扱われたこともあった。